# Voetbalkampioenschap van Maio
Voetbalkampioenschap van Maio is de regionale voetbalcompetitie van Maio dat tot Kaapverdië behoort. De winnaar speelt in de Kaapverdisch voetbalkampioenschap. Onze Unidos heeft de meeste titels, namelijk acht.

## Clubs in het seizoen 2014/15
- Académica do Maio
- Académico 83
- Morrerense
- Onze Unidos
- Santana de Morrinho

## Winnaars
- 1990/91 : Académico 83
- 1991/92 : Onze Unidos
- 1992/93 : Académico 83
- 1993/94 : Académico 83
- 1994/95 : Onze Unidos
- 1995/96 : Onze Unidos
- 1996/97 : Beira Mar
- 1997/98 : Académico 83
- 1998/99 : Onze Unidos
- 1999/2000 : geen competitie
- 2000/01 : Onze Unidos
- 2001/02 : Onze Unidos
- 2002/03 : Onze Unidos
- 2003/04 : Onze Unidos
- 2004/05 : Onze Unidos
- 2005/06 : Barreirense
- 2006/07 : Académica do Maio
- 2007/08 : Académica do Maio
- 2008/09 : Onze Unidos
- 2009/10 : Barreirense
- 2010/11 : Onze Unidos
- 2011/12 : Académico 83
- 2012/13 : Académico 83
- 2013/14 : Académica do Maio
- 2014/15 : Académico 83